# Leptarrhena pyrolifolia
Leptarrhena pyrolifolia är en stenbräckeväxtart som först beskrevs av David Don, och fick sitt nu gällande namn av Robert Brown och Nicolas Charles Seringe. Leptarrhena pyrolifolia ingår i släktet Leptarrhena och familjen stenbräckeväxter. Inga underarter finns listade i Catalogue of Life.

## Bildgalleri

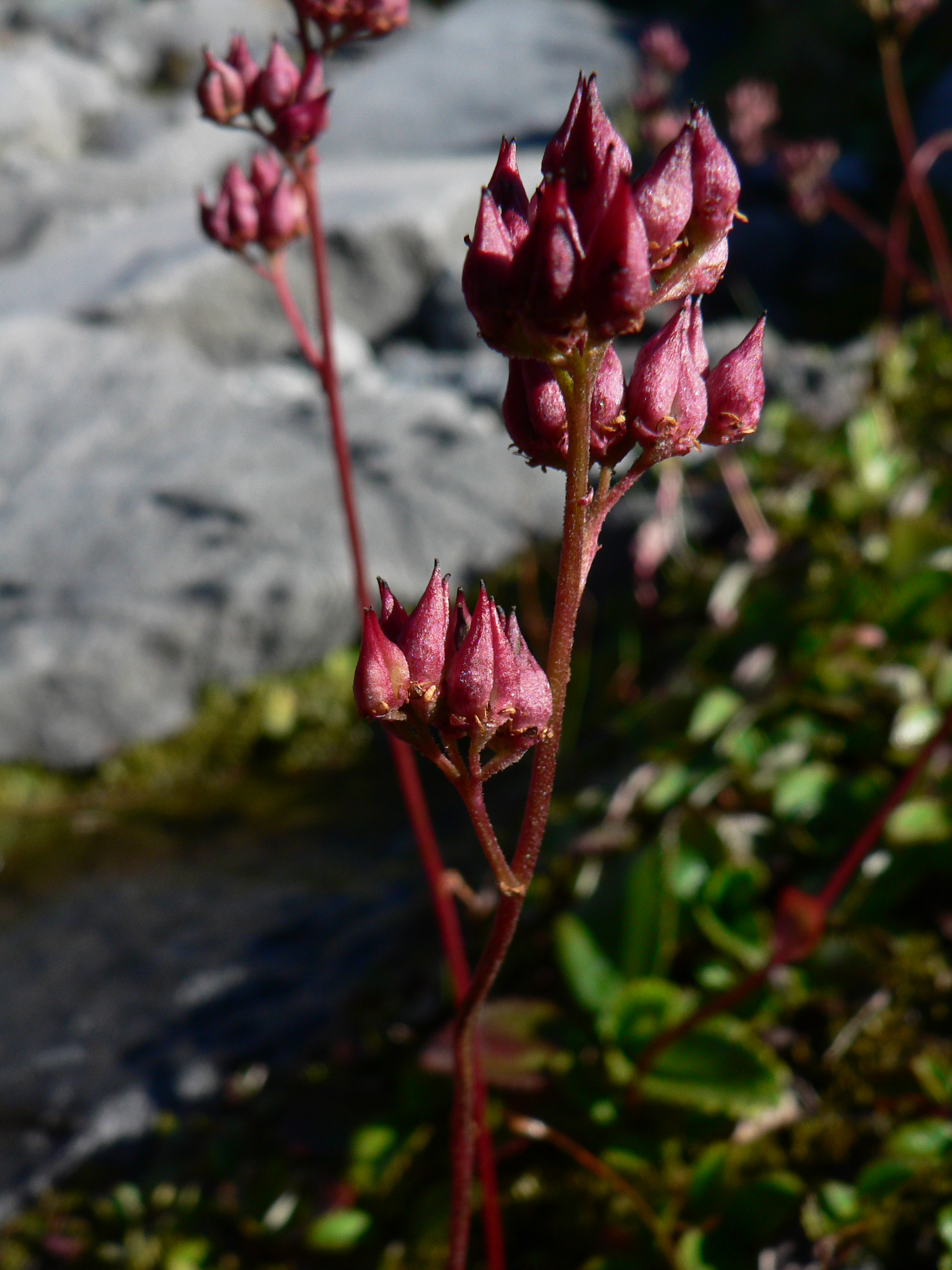
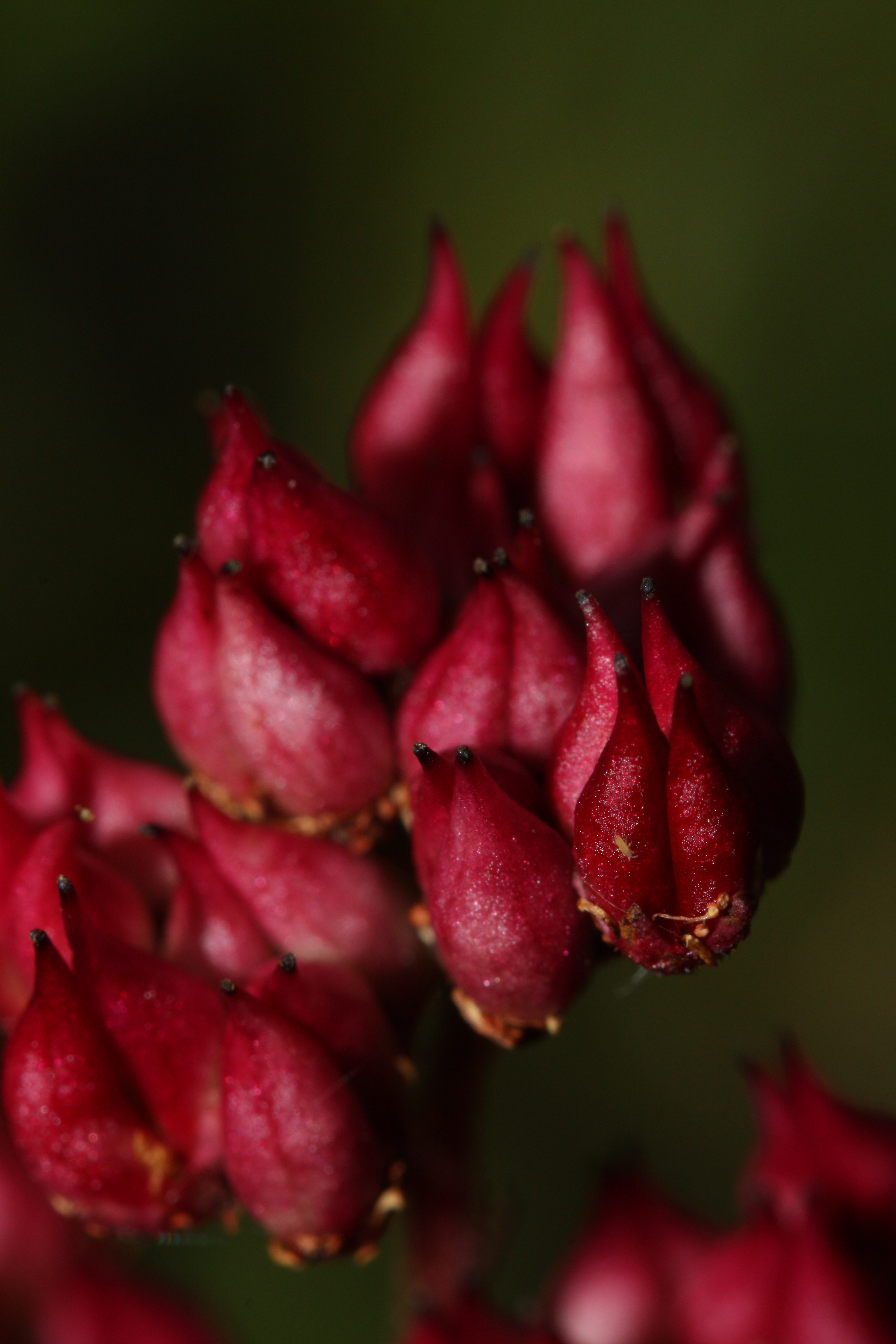
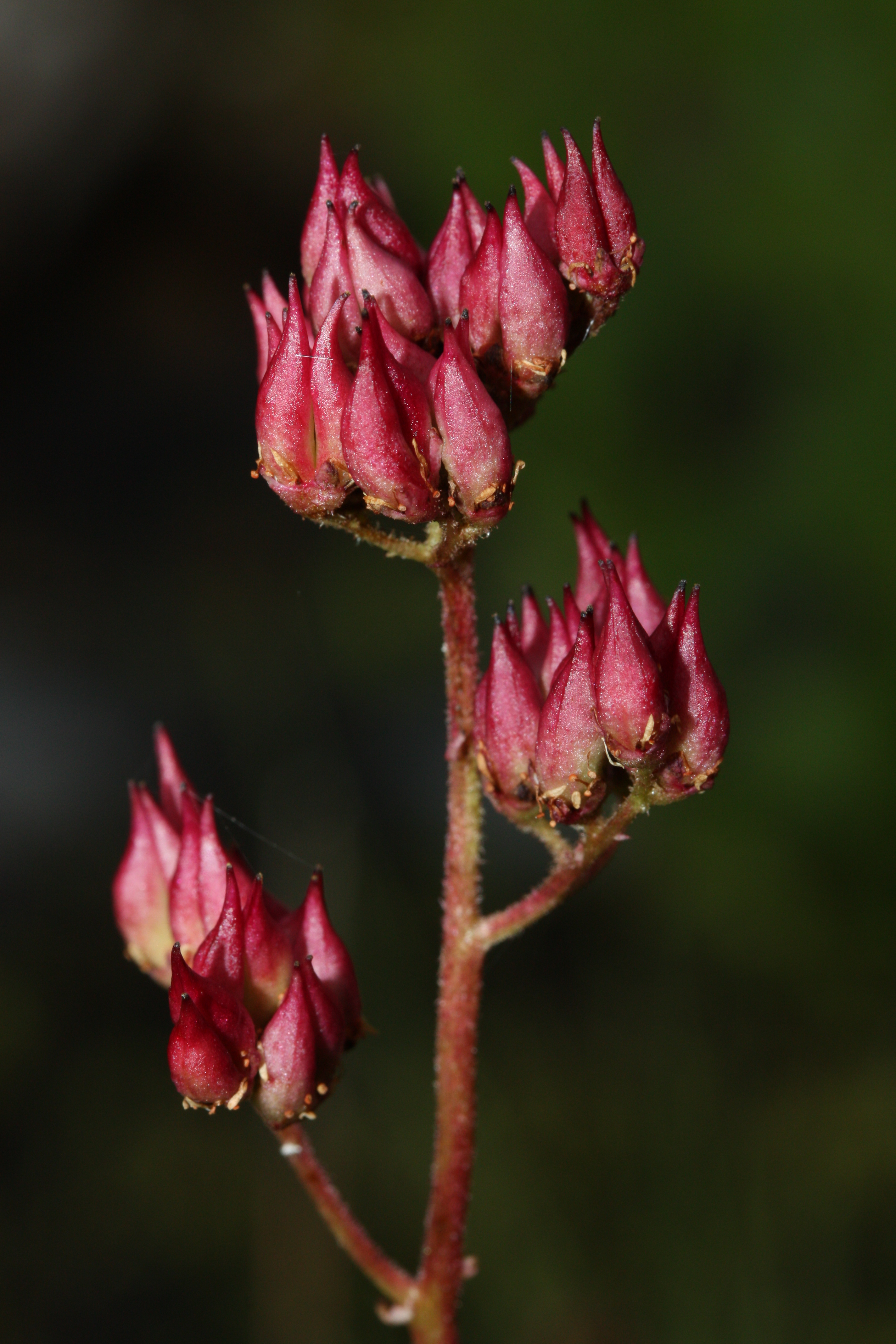